# دوري الدرجة الأولى الأرجنتيني 1917
دوري الدرجة الأولى الأرجنتيني 1917 (بالإسبانية: Campeonato de Primera División 1917)‏ هو الموسم 26 من دوري الدرجة الأولى الأرجنتيني. أشرف على تنظيمه اتحاد الأرجنتين لكرة القدم، وكان عدد الأندية المشاركة فيه 21، وفاز فيه نادي راسينغ.